# 芝新屋町
芝新屋町（しばのしんやちょう、Shibanoshin'ya-chō）は、奈良県奈良市の中央部、市街地の中央部に位置する地区である。郵便番号は630-8384。

## 地理
奈良市の中央部、市街地の中央部に位置する、南北に通る道路に沿って家が並ぶ住宅地域である。
東部は華厳宗の元興寺の境内が占める。
北は中新屋町・芝突抜町、西は西新屋町、東は毘沙門町と接している。

### 地名の由来
奈良坊目拙解によると、宝徳3年の火災で焼失した元興寺境内跡が芝原となり、そこに民家が建ったためという説がある。

## 施設
観光
吉田蚊帳株式会社
近鉄奈良より徒歩12分
営業時間:9時～18時 
定休日:月曜日
寧屋工房
近鉄奈良より徒歩13分
営業時間:10時30分～17時
定休日:水曜日
お店
八百屋
寺社
- 元興寺塔跡

## 交通

### 鉄道路線
なし